# Bordereau de suivi des déchets
 (avril 2014).
Pour les articles homonymes, voir BSD.
Le bordereau de suivi des déchets (ou BSD) est, en France, un formulaire qui a pour objet d'assurer la traçabilité des déchets dangereux et de constituer une preuve de leur élimination pour le producteur responsable.
Il comporte des indications sur la provenance des déchets, leurs caractéristiques, les modalités de collecte, de transport et d'entreposage, l'identité des entreprises concernées et la destination des déchets. Le bordereau accompagne les déchets jusqu'à l'installation destinataire qui peut être un centre d'élimination, un centre de regroupement ou un centre de pré-traitement.
Le BSD doit être émis par tout producteur de déchets dangereux et rempli par les différents intervenants (transporteur, installation de regroupement...) jusqu'à son traitement par l'installation finale.
Il est ensuite renvoyé à l'émetteur qui doit le conserver pendant cinq ans.
Depuis le 1ᵉʳ juillet 2021, les professionnels du BTP doivent obligatoirement faire figurer la mention « déchets » sur leur devis, et remplir un bordereau de dépôt.

## La traçabilité des déchets
Afin de limiter la dangerosité des déchets, les entreprises du bâtiment doivent communiquer des informations détaillées. La bonne caractérisation des déchets est une étape importante, lorsqu’il s’agit de plusieurs résidus différents et de mélanges divers.
Dans le cas d’une haute inflammabilité ou toxicité, le bordereau de suivi des déchets est obligatoire pour éviter tous risques d’accident ou contamination.